# Ferme-clouterie
La ferme-clouterie de Clairegoutte est un ensemble de 2 bâtiments située à Clairegoutte, dans le département de la Haute-Saône en France.

## Description
Cet ensemble est composé d'une clouterie (actuellement à l'abandon) et d'une ferme (actuellement propriété de la commune. Celle-ci s'en sert comme salle communale).

## Historique
L'édifice est inscrit au titre des monuments historiques depuis 1992.